# Kurt Hessenberg

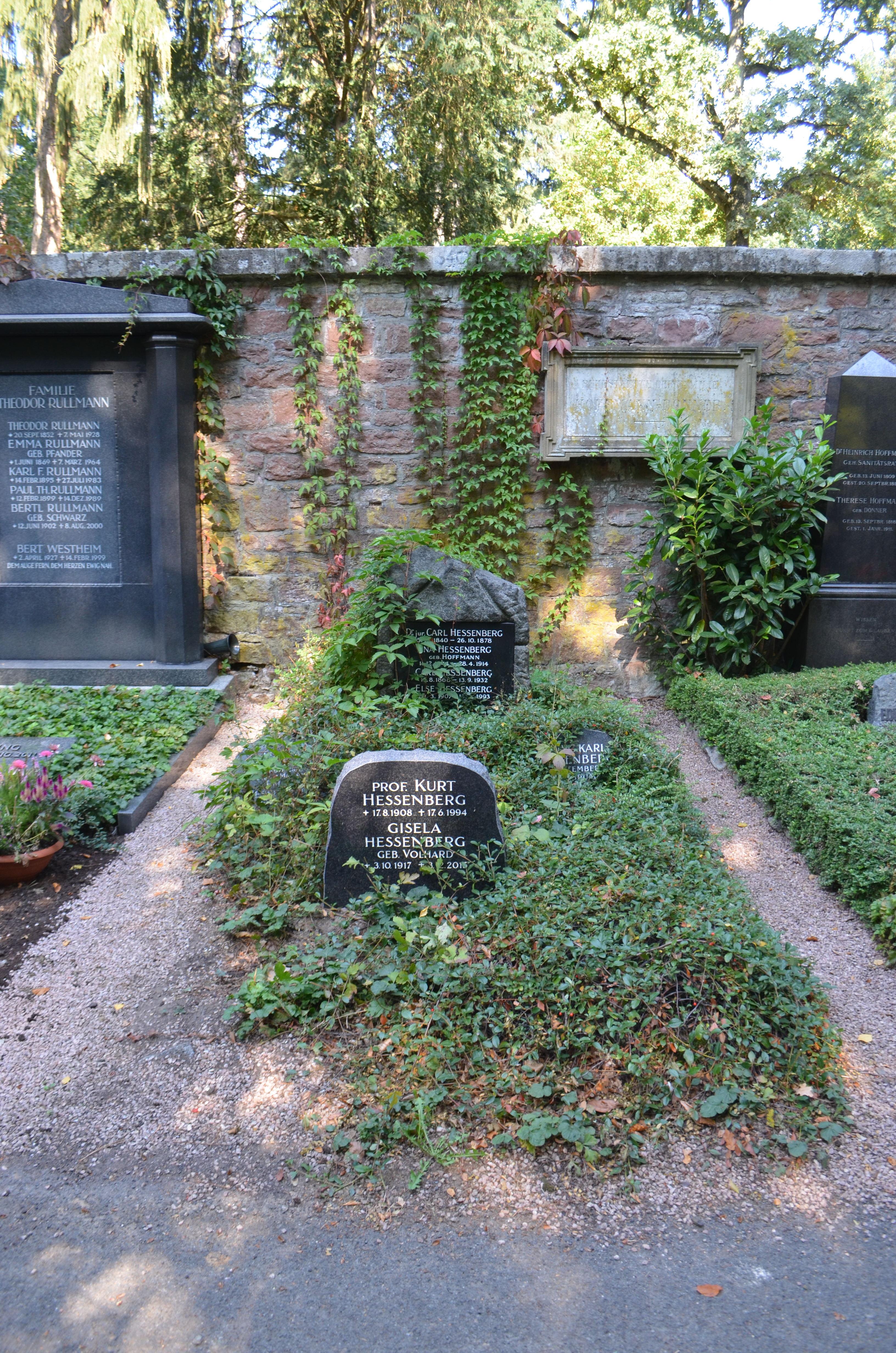
Tomba de Kurt i Gisela Hessenberg al cementiri principal de Frankfurt

Kurt Hessenberg (Frankfurt del Main, 17 d'agost, 1908 - Idem. 17 de juny, 1994), va ser un compositor alemany i professor de composició a la Universitat de Música de Frankfurt.

## Biografia
Kurt Hessenberg va ser el quart fill de l'advocat de Frankfurt Eduard Hessenberg i Emma Kugler. El pare de la seva àvia Antonie Caroline Hoffmann va ser el metge Heinrich Hoffmann, el creador del famós llibre infantil Struwwelpeter, que més tard es va convertir en un fundador i membre de la junta de la "Heinrich Hoffmann Society".
Hessenberg va rebre lliçons de piano al Conservatori Hoch de Frankfurt del Main, el 1917 i va ser introduït als principis bàsics de l'harmonia en unes quantes lliçons particulars el 1923 per l'organista Karl Breidenstein. Després de graduar-se a l'escola secundària, Hessenberg va anar a estudiar a Leipzig, on va estudiar composició i piano al Conservatori Estatal de 1927 a 1931. Entre els seus professors hi havia Robert Teichmüller (piano) i Günter Raphael (composició). El 1933 va ser nomenat professor de teoria al Conservatori Hoch. El 2 de febrer de 1942 va sol·licitar l'adhesió al NSDAP i va ser admès l'1 d'abril del mateix any (número de soci 8.829.724). L'agost de 1944, en la fase final de la Segona Guerra Mundial, Hitler el va situar a la llista de favorits de Déu dels compositors més importants, fet que el va salvar de ser desplegat a la guerra.
El 1953 va esdevenir professor de composició a la Universitat de Música de Frankfurt, més tard a la Universitat de Música i Arts Escèniques de Frankfurt del Main, on va ensenyar fins a la seva jubilació el 1973.
Hessenberg és un dels representants més importants de la música eclesiàstica protestant del segle xx. Juntament amb contemporanis com Hugo Distler i Ernst Pepping, va fomentar una renovació radical de la música eclesiàstica protestant. Els estudiants més coneguts de Hessenberg inclouen Hans Zender i Peter Cahn.
La seva filla és l'actriu Monika Hessenberg, la seva néta és l'actriu Nina Weniger.

## Premis i honors
- 1940: Premi Nacional de Composició
- 1951: Premi Robert Schumann de la ciutat de Düsseldorf
- 1973: Placa de Goethe de la ciutat de Frankfurt del Main
- 1979: Placa de Goethe de l'estat de Hesse[5]
- 1989: Ordre del Mèrit de la República Federal d'Alemanya, Primera classe[6]